# Kleśa
Con il sostantivo maschile sanscrito kleśa si indica in quella lingua uno stato di afflizione, di dolore, di angoscia, di tormento, di preoccupazione terrena. Tale sostantivo viene quindi ad indicare nelle teologie e nelle dottrine hindū e buddiste, quell'insieme di condizioni mentali che vincolano gli esseri viventi al doloroso saṃsāra.
Nelle altre lingue orientali tale nozione viene resa:
- in cinese: 煩腦, fánnǎo;
- giapponese: bonnō;
- coreano: 번뇌, pŏnnoe;
- vietnamita: phiền não;
- tibetano: nyon mongs.

## Induismo
La parola sanscrita kleśa significa "miseria" o "dolore" e, per estensione, tutto ciò che contribuisce a causare le miserie dell'uomo. Con questa filosofia gli antichi rishi (saggi, veggenti) hanno esplorato le cause della sofferenza umana ed hanno indicato i mezzi più idonei per dissolvere queste cause.
È essenziale infatti comprendere come in questo caso l'intenzione non fosse quella di formulare una semplice teoria o speculazione filosofica: in oriente infatti la filosofia è sempre stata considerata un mezzo per indagare i profondi problemi dell'esistenza e soprattutto fornire i mezzi necessari per risolverli; qualunque costruzione intellettuale che non adempia a questo scopo viene generalmente ritenuta priva di valore. Lo Yoga al contrario viene considerata una scienza pratica, le cui conclusioni si basano sull'esperienza diretta di generazioni di rishi e sull'osservazione diretta dei fatti della vita.
"La mancanza di consapevolezza della realtà (avidyā), il senso dell'egoismo, o senso dell'io-sono (asmita), le attrazioni e le repulsioni verso gli oggetti ed il forte attaccamento alla vita costituiscono le grandi afflizioni (kleśa) o cause di tutte le miserie della vita". (Yoga Sūtra, II-3)
Nella seconda pada (capitolo, sezione) degli Yoga Sutra viene esposta sistematicamente la teoria dei kleśa: la causa fondamentale di tali miserie è la avidya, l'ignoranza nella sua più profonda accezione, che ci porta ad identificare il conoscente con il conosciuto, il Sé con l'io o, in altre parole, la Coscienza con il suo veicolo, il corpo. La avidya viene dissolta a poco a poco grazie allo sviluppo di viveka (discriminazione), attraverso le pratiche dello Yoga.

## Buddismo
Nel Buddismo il concetto è molto simile e ci si riferisce spesso ai kleśa come ai "tre veleni": ignoranza, desiderio/attaccamento e avversione/rabbia. Da queste afflizioni principali derivano tutte le altre, come per esempio rancore, vendetta e invidia dalla rabbia e autocompiacimento e avarizia dall'attaccamento.
In entrambi i casi si parla di afflizioni mentali, ma anche di oscuramento emozionale nel senso che questi pensieri ed emozioni ci impediscono di vedere chiaramente la Realtà e di interpretare correttamente le situazioni della vita.
| Controllo di autorità | NDL (EN, JA) 00560855 |